# Brot-Plamboz
Brot-Plamboz je obec v kantonu Neuchâtel na západě Švýcarska. Má 270 obyvatel. 

## Geografie

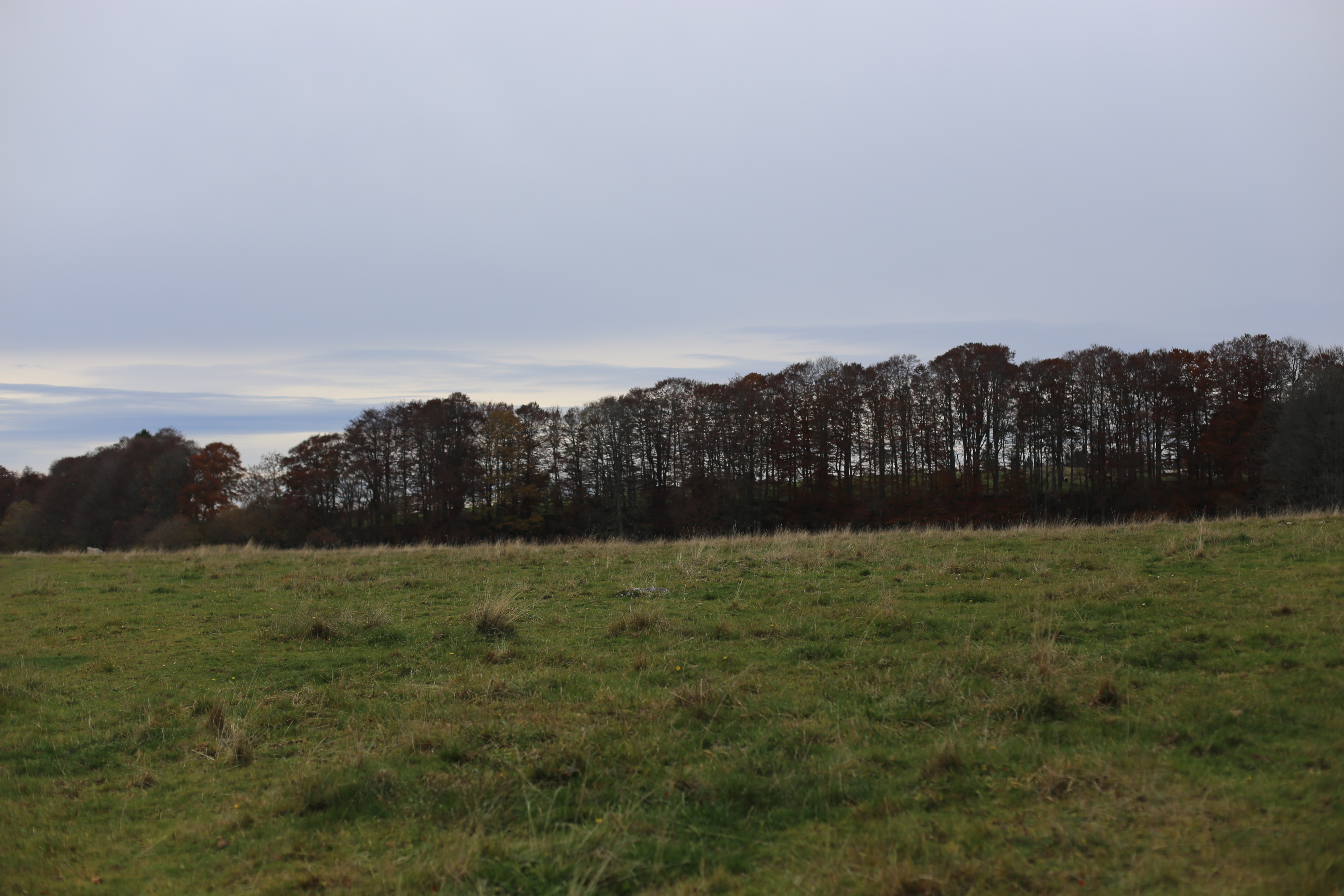
Krajina v okolí obce

Brot-Plamboz leží v nadmořské výšce 1012 metrů, vzdušnou čarou 15 km západně od hlavního města kantonu, Neuchâtelu. Zemědělská obec se rozkládá na jihovýchodním okraji vysoko položeného údolí Vallée des Ponts v Neuchâtelském Jurovi, západně od průsmyku La Tourne a na severním úpatí masivu Solmon.
Rozloha obce přes 16 km² pokrývá východní část jižní části údolí Vallée des Ponts. Západní hranici tvoří potok Bied. Vysoké údolí je v oblasti Brot-Plamboz zcela ploché a částečně bažinaté (Marais de Brot). Na jihu probíhá hranice po mírné vyvýšenině, která tvoří přirozený konec údolí do údolí Val de Travers. Na jihovýchodě se území obce rozkládá na zalesněném hřebeni Solmon (1263 m n. m.) a na východě na výšině Montagne de Plamboz v oblasti průsmyku La Tourne. Zde se nacházejí rozsáhlé jurské vysokohorské pastviny s typickými mohutnými smrky, které zde stojí buď samostatně, nebo ve skupinách. Úzký pruh oblasti se táhne daleko na severovýchod a zahrnuje rovinu Vallée des Ponts východně od Bied a přilehlý svah antiklinály Mont Racine na východě. Nejvyšší bod Brot-Plamboz leží v nadmořské výšce 1270 m na západním svahu Mont Racine. V roce 1997 zaujímala 3 % rozlohy obce zastavěná plocha, 28 % lesy a zalesněné plochy, 68 % zemědělská plocha a méně než 1 % neproduktivní půda.
Obec Brot-Plamboz se skládá z vesnic Brot-Dessus (1012 m n. m.) a Plamboz (1017 m n. m., na západním úpatí Mont Racine) a z osad Vers chez les Brandt (1008 m n. m.), Les Petits Ponts (1007 m n. m.), které se nacházejí podél silnice na východním okraji údolí Vallée des Ponts, a Le Joratel (1022 m n. m.) na jižním okraji vysokého údolí. Kromě toho patří k Brot-Plamboz četné jednotlivé farmy roztroušené po výšinách Jury. Sousedními obcemi Brot-Plamboz jsou Les Ponts-de-Martel, Val-de-Travers, Rochefort, Val-de-Ruz a La Sagne.

## Historie
Místní jméno Broch bylo poprvé zmíněno v roce 998. Pravděpodobně pochází ze starofrancouzského slova broc (skalní ostroh). Brot-Dessus tvořil spolu s Brot-Dessous obec Brot, která ve středověku patřila k panství Boudry. Na počátku 14. století se dostalo do hrabství Neuchâtel. Od roku 1648 byl Neuchâtel knížectvím a od roku 1707 byl personální unií připojen k Pruskému království. V roce 1806 bylo území postoupeno Napoleonovi a v roce 1815 v rámci Vídeňského kongresu připadlo Švýcarské konfederaci, i když pruští králové zůstali až do Neuchâtelské smlouvy z roku 1857 také knížaty Neuchâtelu.
Od roku 1848 patřil Brot k okresu Boudry. V roce 1888 se části obce Brot ležící v údolí Vallée des Ponts odtrhly a sloučily se s obcí Plamboz, čímž vznikla nová obec Brot-Plamboz. Obec nemá vlastní kostel, od roku 1685 patří k farnosti Les Ponts-de-Martel.

## Obyvatelstvo
| Rok            | 1880 | 1900 | 1950 | 1990 | 2000 |
| Počet obyvatel | 391  | 340  | 278  | 237  | 255  |

K 31. prosinci 2021 v obci žilo 283 obyvatel. Z celkového počtu obyvatel 99,2 % obyvatel hovoří francouzsky a 0,8 % německy (údaj z roku 2000). Počet obyvatel Brot-Plamboz klesal od roku 1880 (391 obyvatel) do roku 1990 (237 obyvatel), od té doby dochází opět k mírnému nárůstu.

## Hospodářství
Brot-Plamboz je stále převážně zemědělskou obcí s převažujícím chovem dobytka, mléka a výrobou sýrů. V 19. století se mnoho obyvatel živilo hodinářstvím. Od 18. století se v bažinách Vallée des Ponts těžila rašelina; těžba rašeliny byla ukončena v roce 1991. 

## Doprava
Obec se nachází mimo hlavní průjezdní komunikace na kantonální silnici z údolí Val de Travers do La Chaux-de-Fonds. Vesnice Les Petits Ponts se nachází na křižovatce této silnice s hlavní silnicí z Neuchâtelu přes Les Ponts-de-Martel do Le Locle. Do Les Petits Ponts jezdí poštovní autobusová linka z Neuchâtelu do Le Locle, ostatní vesnice nejsou napojeny na síť veřejné dopravy.